# Односи Србије и Малезије
Односи Србије и Малезије су инострани односи Републике Србије и Малезије.

## Билатерални односи
Дипломатски односи између Србије(СФРЈ) и Малезије су успостављени 1967. године.

### Политички односи
Посета некадашњег МСП В. Јеремића Малезији 2008. године.

### Економски односи
- У 2020. години извоз из Србије је био у вредности од 3,8 мил. УСД а увоз 60 милиона долара.
- У 2019. години извоз из наше земље износио је 2,8 мил. долара а увоз у Србију 59 милиона УСД.
- У 2018. години извоз из Србије је био вредан 4,4 мил. УСД а увоз 58 милиона долара.[1][2]

### Дипломатски представници

#### У Београду
- Сов Чинг Хонг, амбасадор, 2004—2008.
- Заибеда Ахмад, амбасадор
- Ахмад Абдул Хамид, амбасадор
- Кор Енг Хе, амбасадор

#### У Куала Лумпуру
- Зоран Јашић, амбасадор, 1987—1991.
- Насте Чаловски, амбасадор, 1983—1987.
- Лазар Мушицки, амбасадор, 1979—1983.
- Влатко Ћосић, амбасадор, 1973—1979.